# Église Saint-Jean de Lalande-de-Pomerol
Pour les articles homonymes, voir Église Saint-Jean.
L'église Saint-Jean est une église catholique située à Lalande-de-Pomerol, en France.

## Localisation
L'église est située dans le département français de la Gironde, en centre bourg de Lalande-de-Pomerol.

## Historique
| - Façade et plan de l'église. |

L’église, qui date du XIIe siècle, est considéré comme l’œuvre des hospitaliers de Saint-Jean de Jérusalem. Malgré l'adjonction des chapelles latérales au XIXe siècle et quelques modifications du XIVe siècle, elle est à la fois l’unique église du Libournais représentative de leur style de construction et le seul vestige architectural de la commanderie du XIIe siècle. Cependant, certains guides touristiques parle des Templiers, sans justification. Il y a une troisième possibilité évoquée par Jean-Auguste Brutails, qui fait référence à un mandement du roi d'Angleterre, daté de Castillon en 1255, et qui mentionne « les religieux de Lalande, de l'ordre de Grandmont, près Saint-Émilion ».
À l’origine, l’église est un simple édifice rectangulaire aux murs épais consolidée (nef 26 m de long sur 8,70 m de large, murs 1,35 m d'épaisseur), à l’intérieur par des colonnes engagées portant des arcs doubleaux et à l’extérieur par des contreforts. Elle présente un plan qui rappelle d’autres constructions hospitalières de la région.
Afin de donner de la lumière, le mur du chevet est percé de cinq fenêtres simples : deux en haut, et trois en bas, plus étroites.
Ce chevet plat est terminé en pignon.
Les murs de flanc sont, dans leur partie Est, couronnés d'une corniche sur modillons.
La façade Ouest est disposée en trois étages: dans le bas, une porte romane, dont la voussure interne est polylobée, et deux fausses portes; au-dessus, une fenêtre, agrandie pendant le XIXe siècle, et deux fenêtres feintes, les trois posées sur une tablette en saillie que portent des corbeaux. Toute cette partie était restaurée en 1871. En haut, un clocher-mur a deux fenêtres, qui est couronné de trois petites pyramides portant une croix.

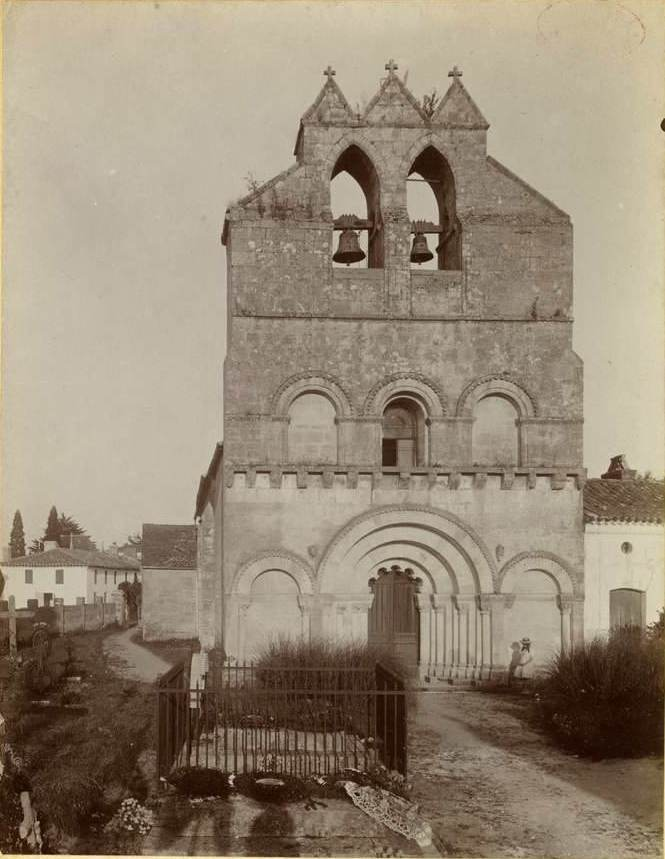
L'église à la fin du XIXe
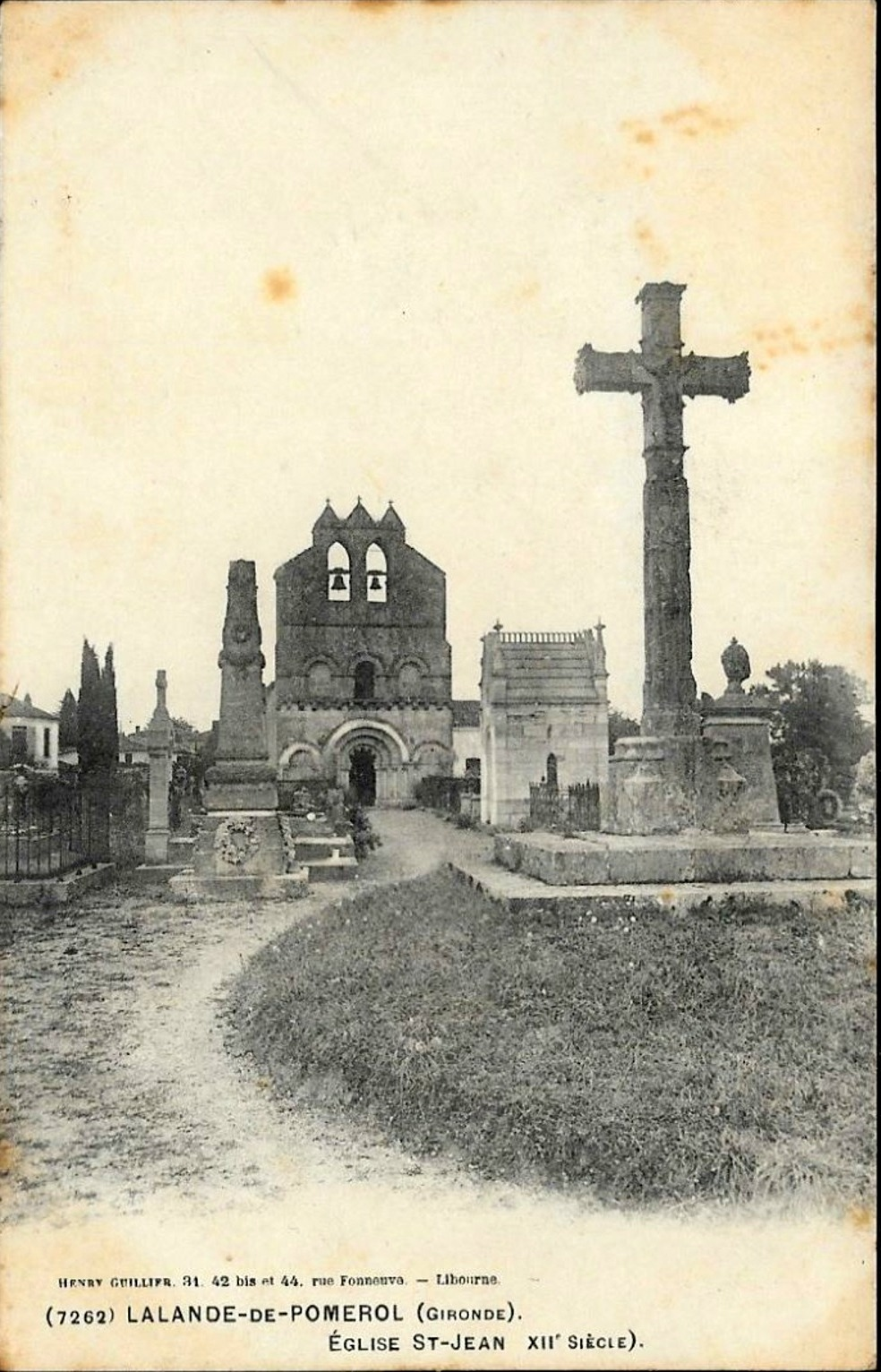
L'église vers 1010
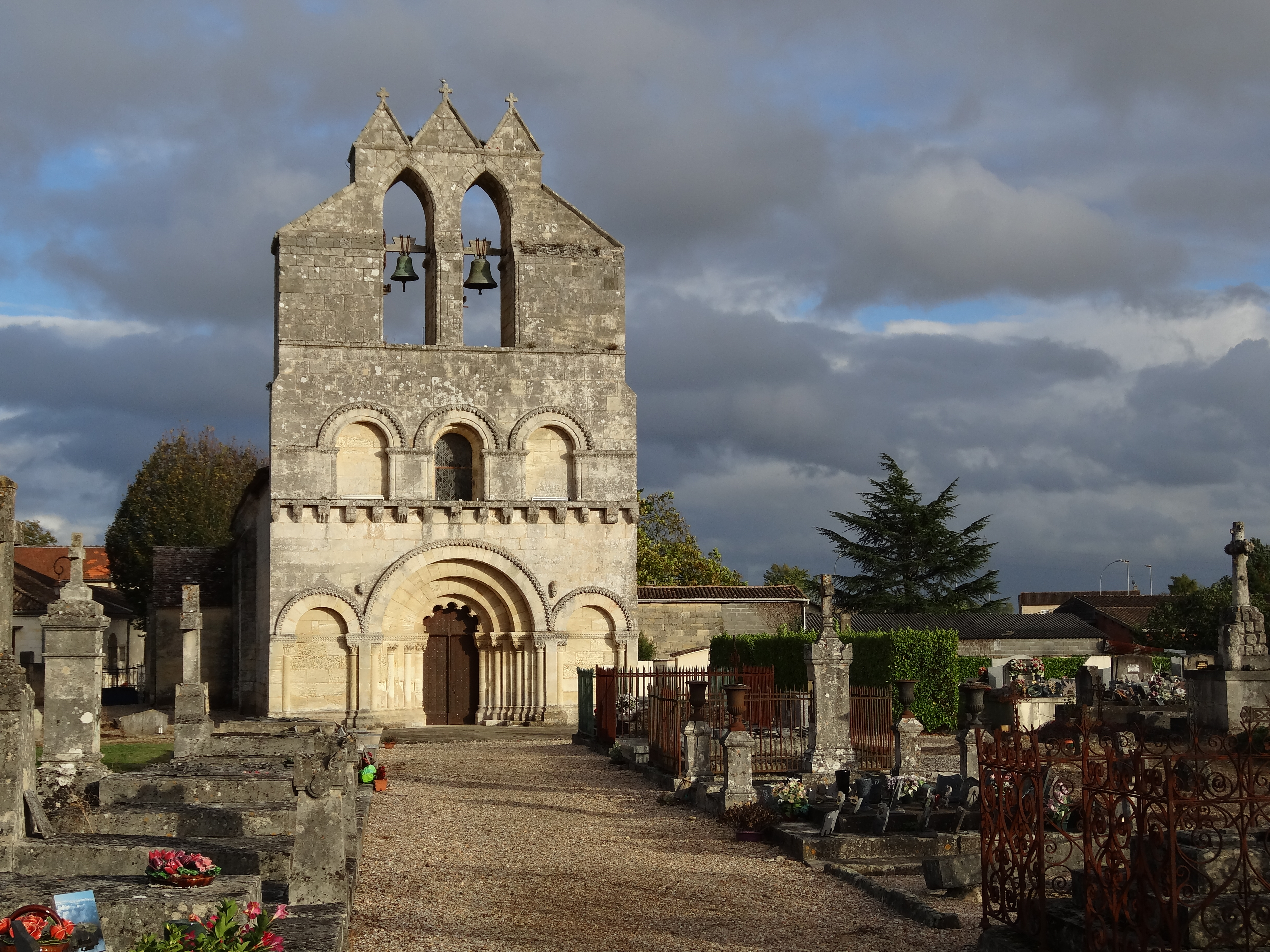
Façade ouest de l'église
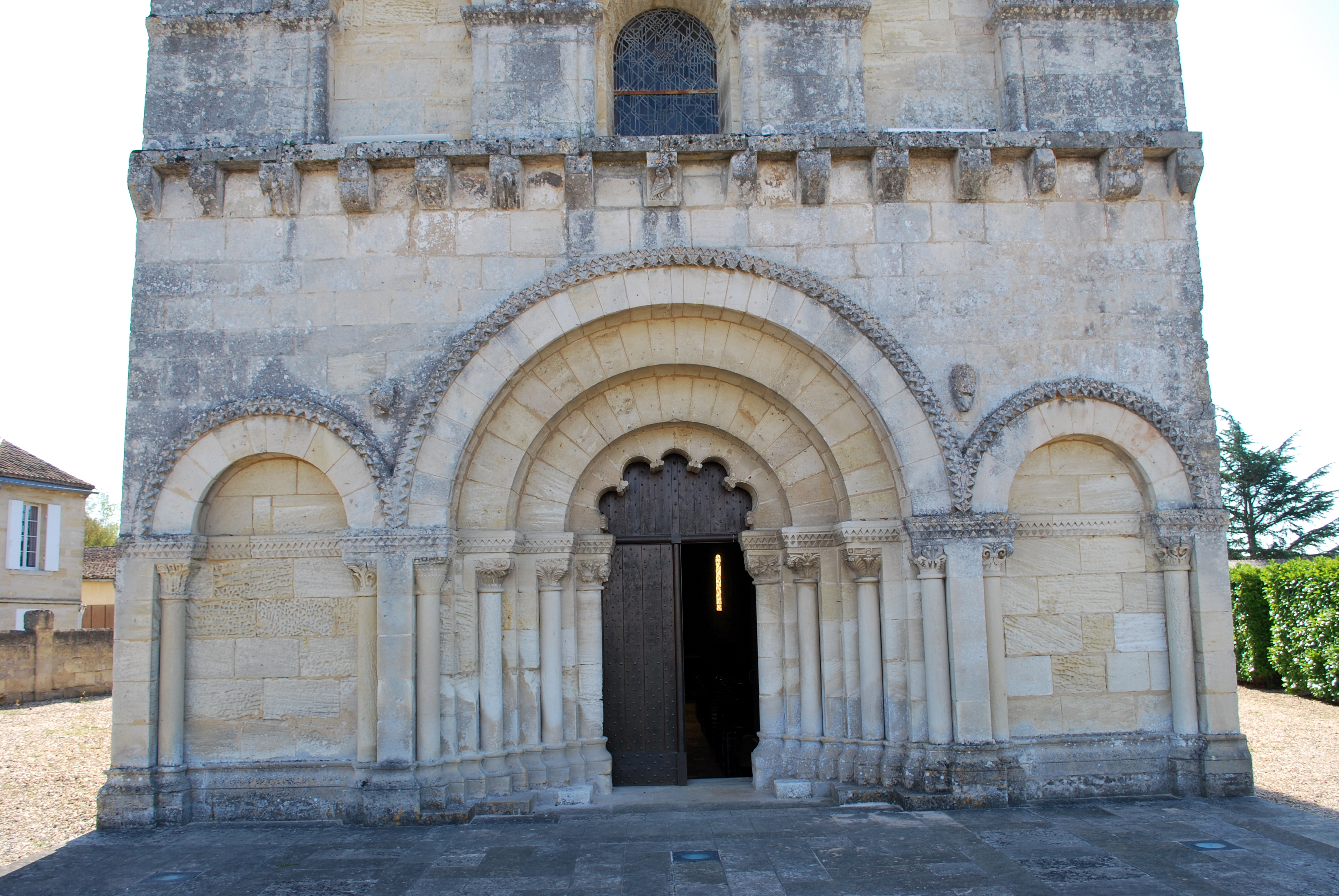
Le portail ouest
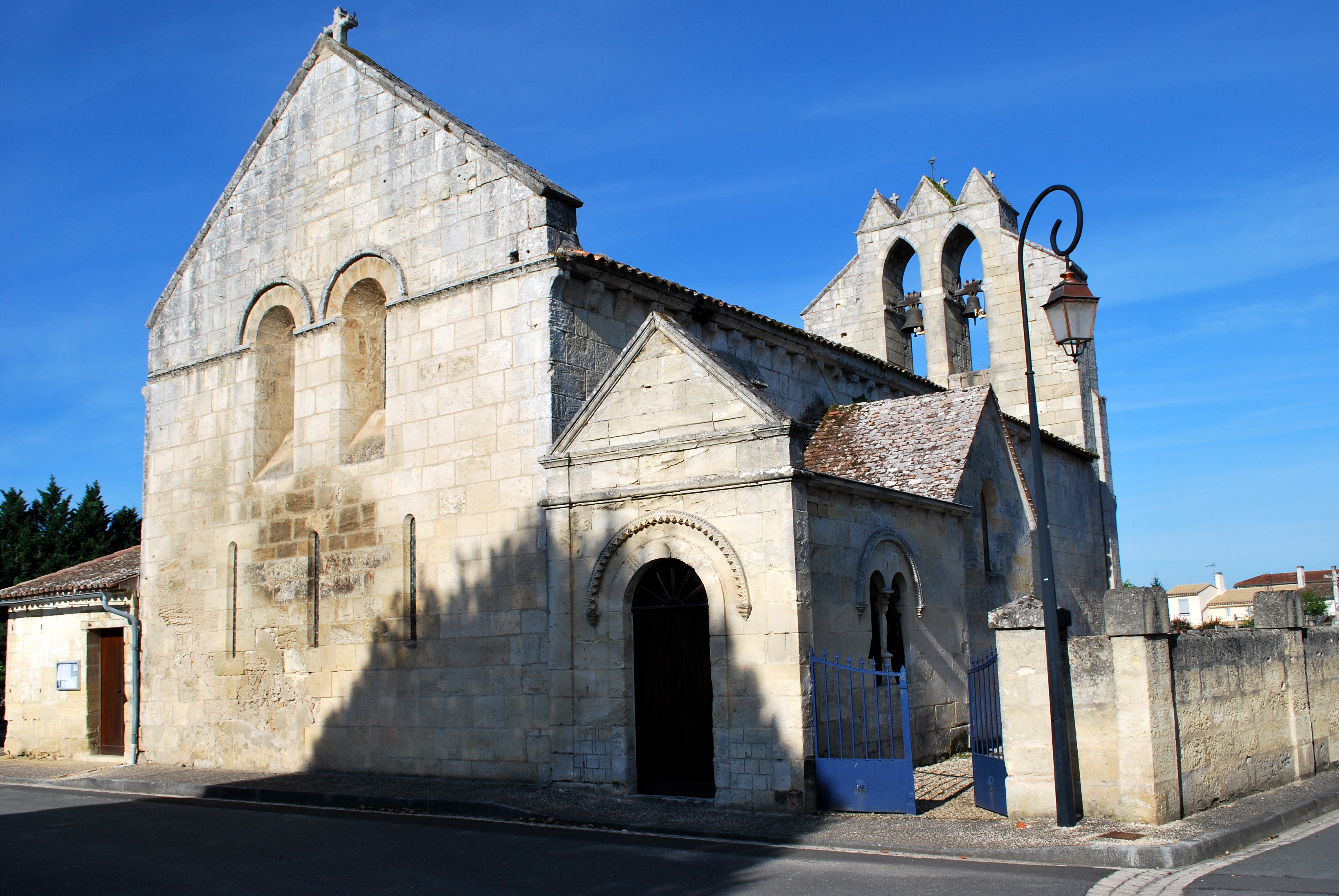
Vue de nord-est

En 1843, deux chapelles latérales sont adjointes : au sud dédiée à Notre-Dame et au nord à Saint Sébastien. Elles communiquent avec la nef par des arcs en plein cintre.

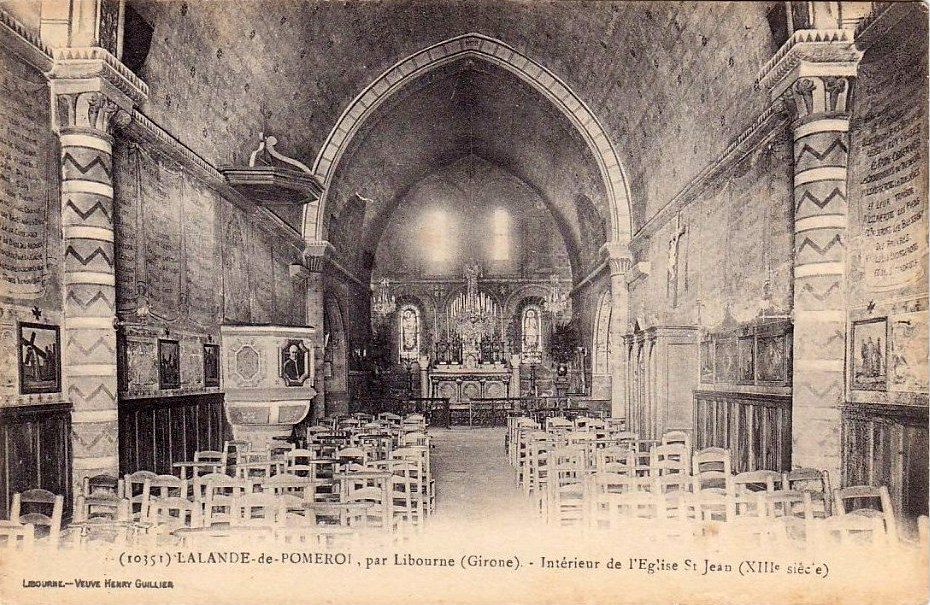
L'église vers 1910
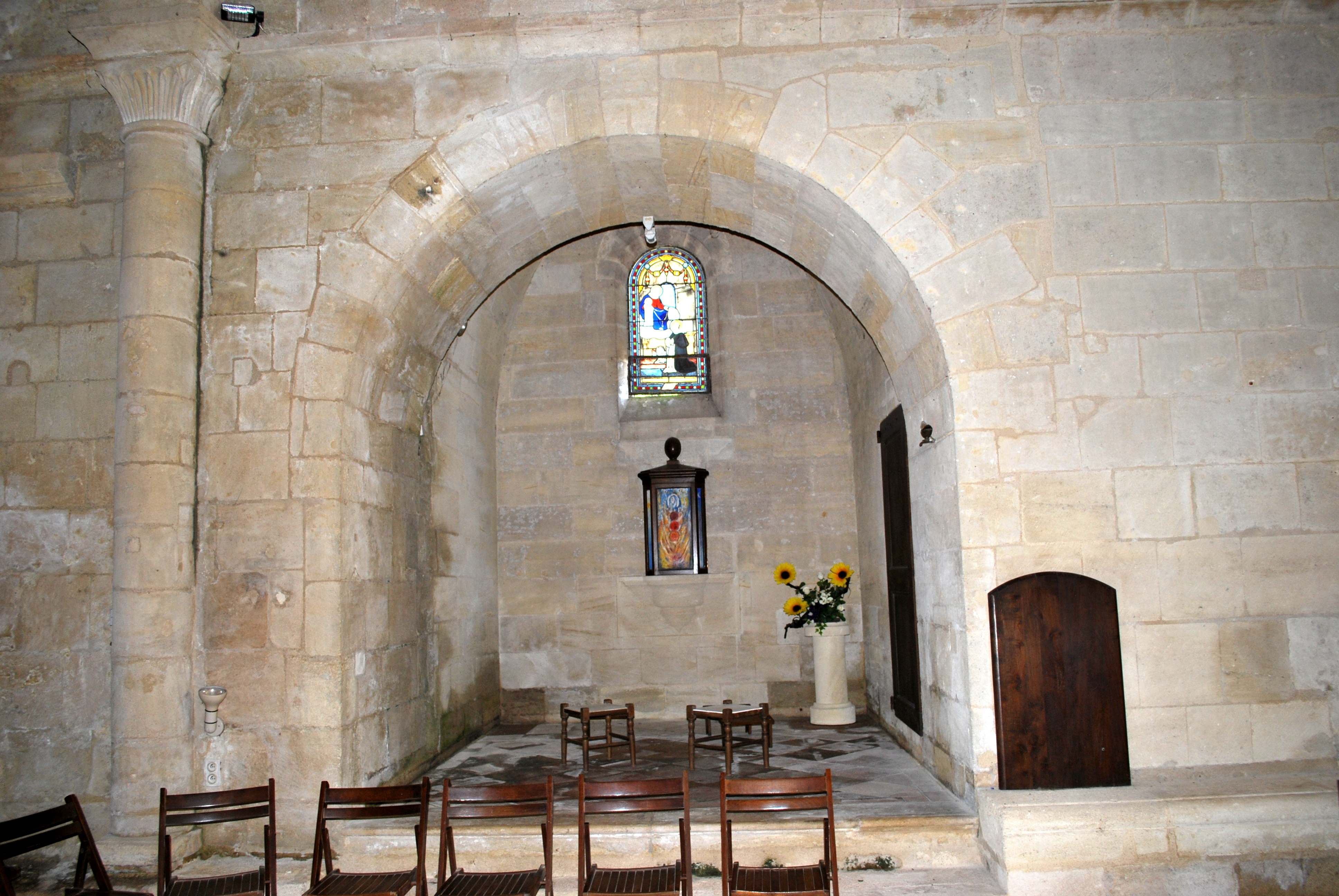
Chapelle St Sébastien
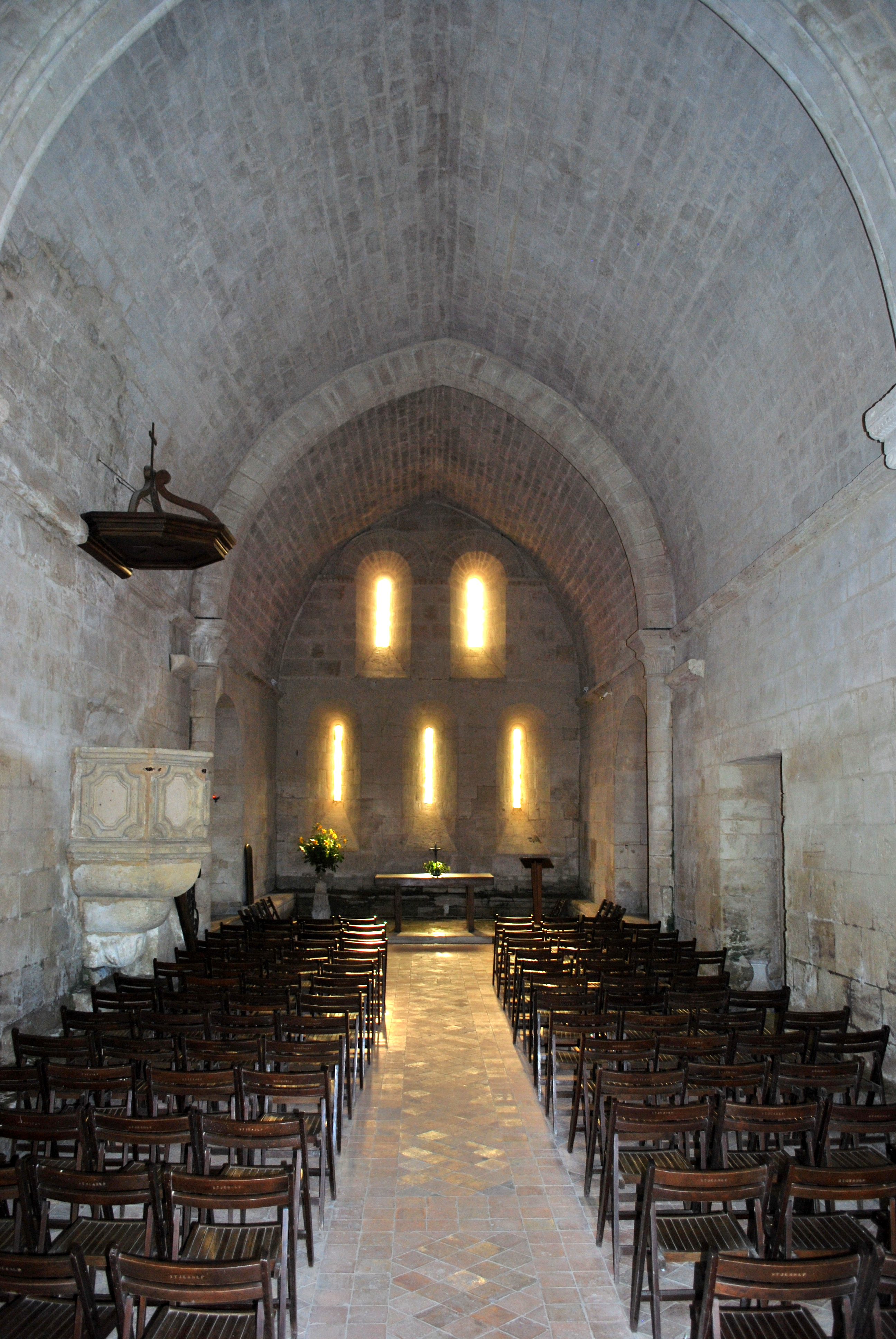
La nef vers l'est
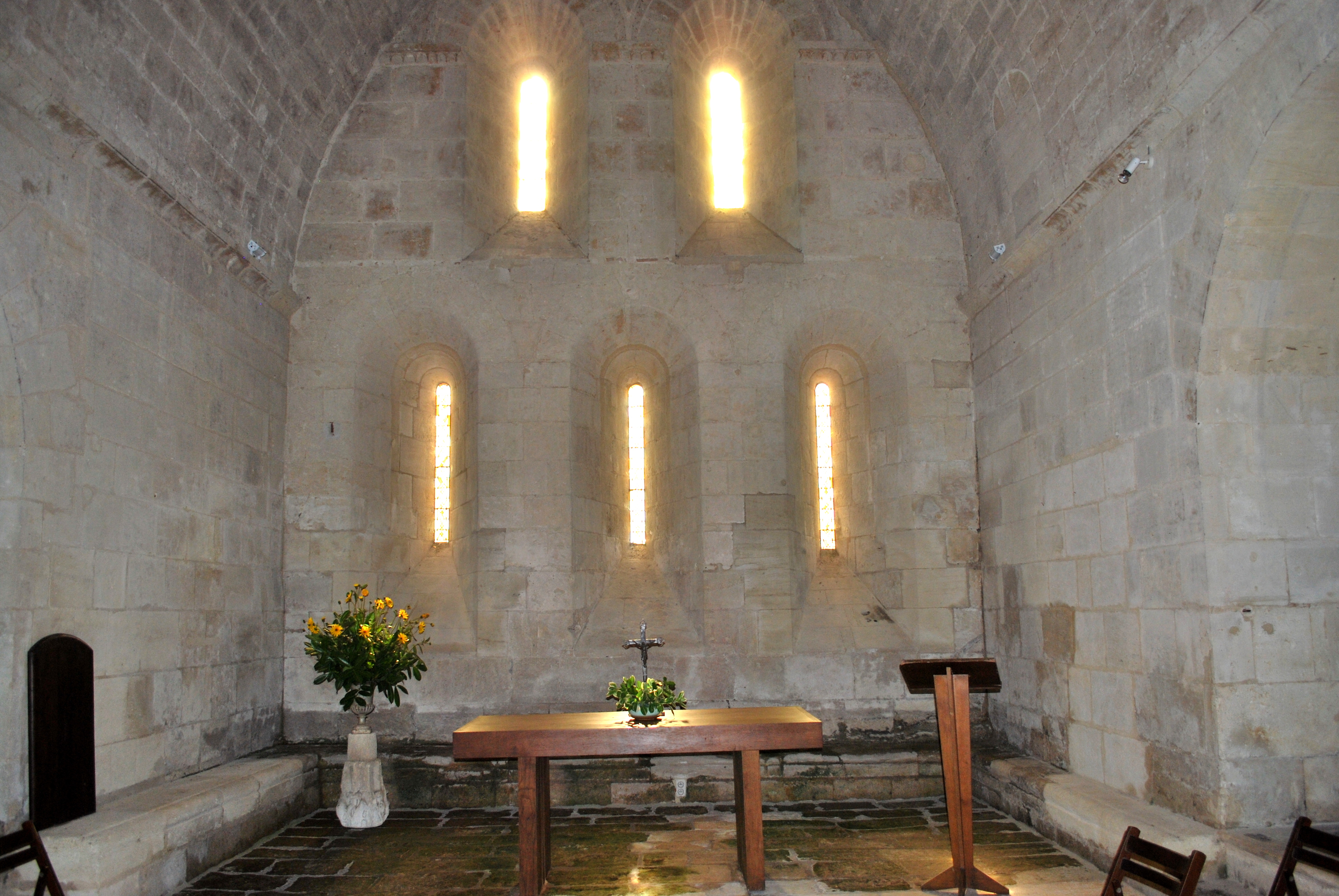
Le sanctuaire
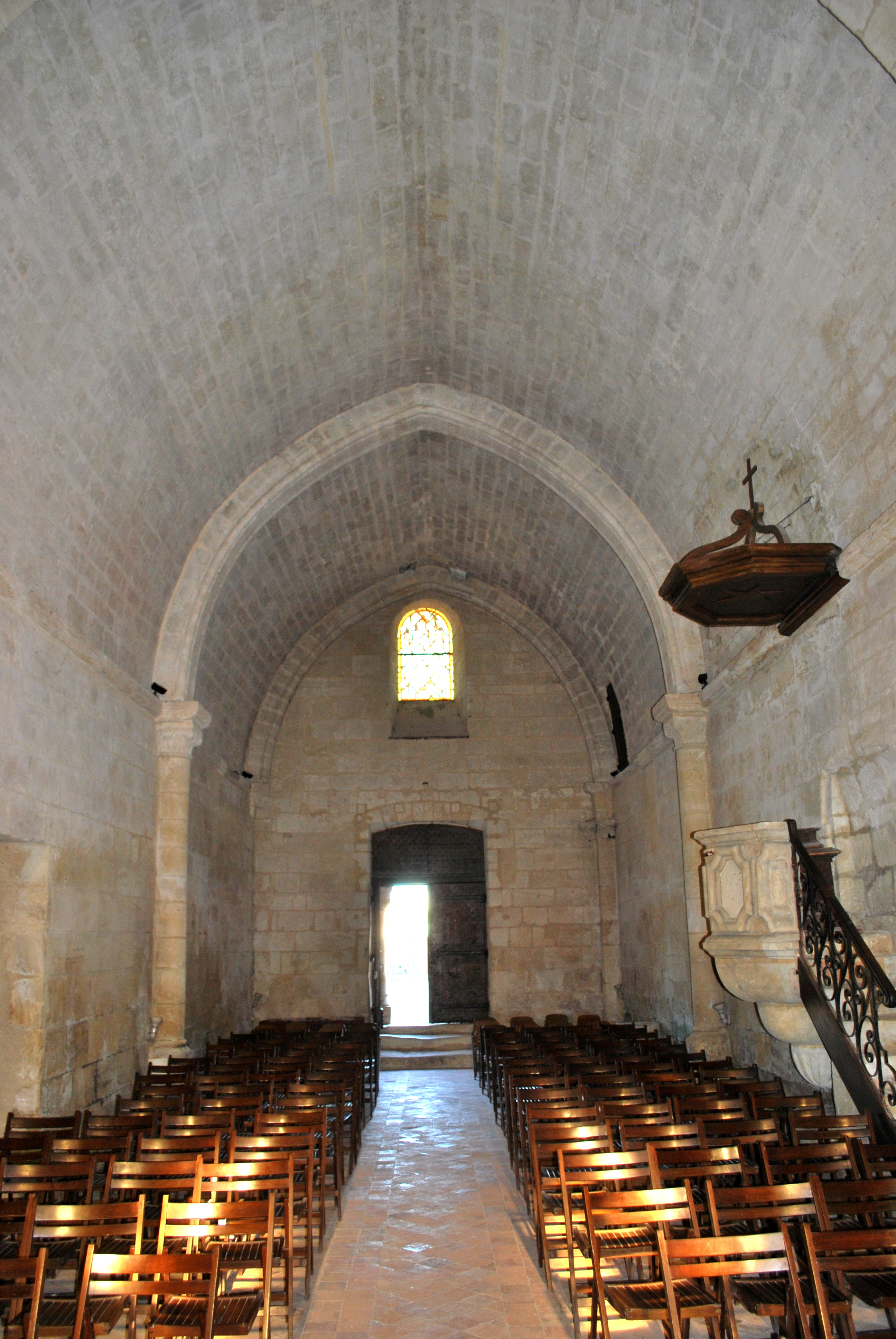
La nef vers l'ouest
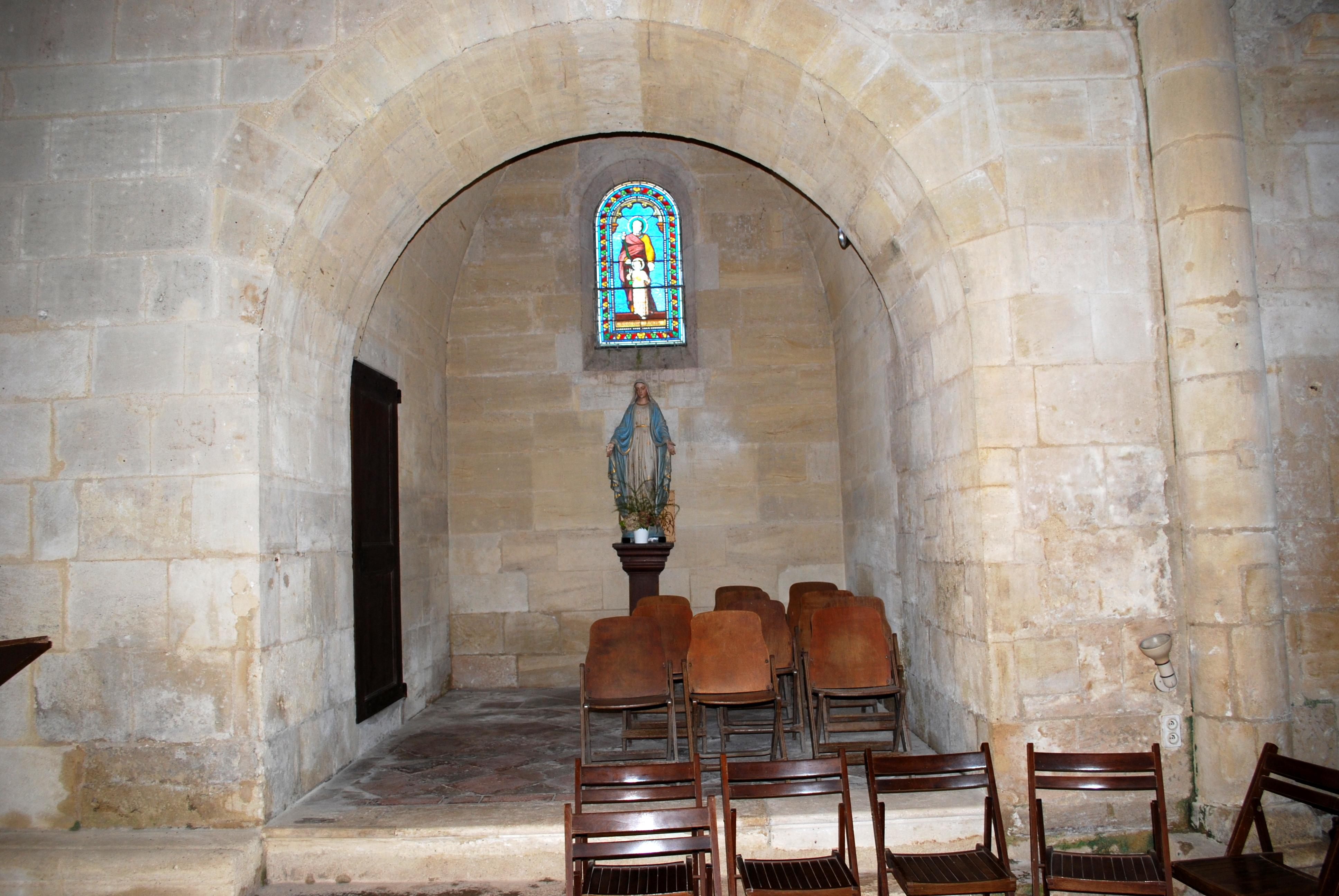
Chapelle Notre-Dame

La croix du cimetière : Elle date du XVe siècle et est l’une des nombreuses croix de la commune (Sur le chemin de Saint-Jacques-de-Compostelle, la route de Saint-Émilion à Lalande de Pomerol est jalonnée de croix de carrefour, dont cinq sont situées sur les communes de Lalande et de Pomerol.) Cette croix en pierre est constituée d’un socle, d’un tronc orné de motifs architecturaux d’inspiration gothique et enfin d’une croix latine portant une statuette de Vierge à l’Enfant.
Cadran canonial : Gravé sur un contrefort du mur sud se trouve un cadran canonial. Ce type de cadran solaire primitif était utilisé par les clercs pour déterminer le moment dans la journée pour accomplir certains actes liturgiques.

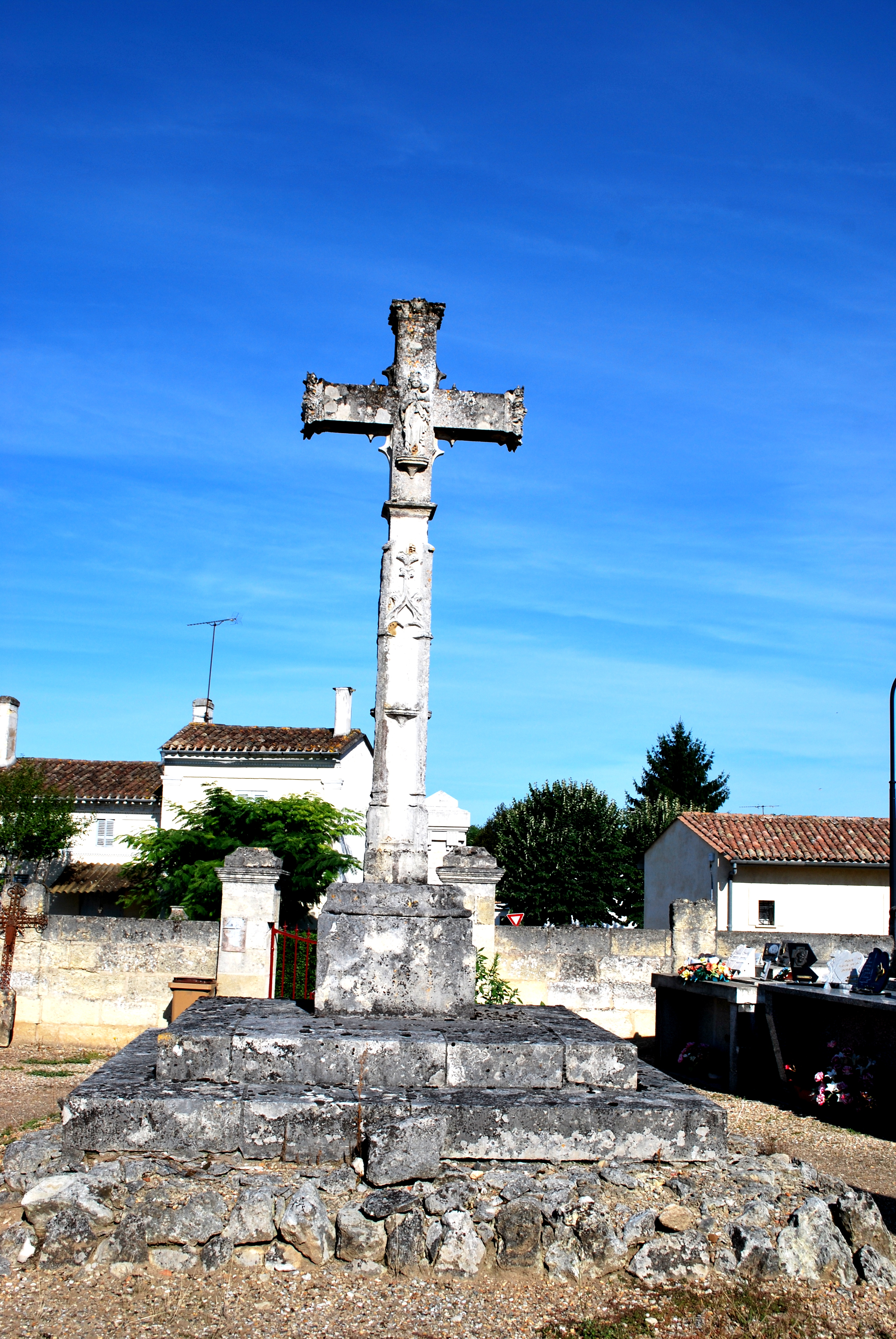
Croix de cimetière
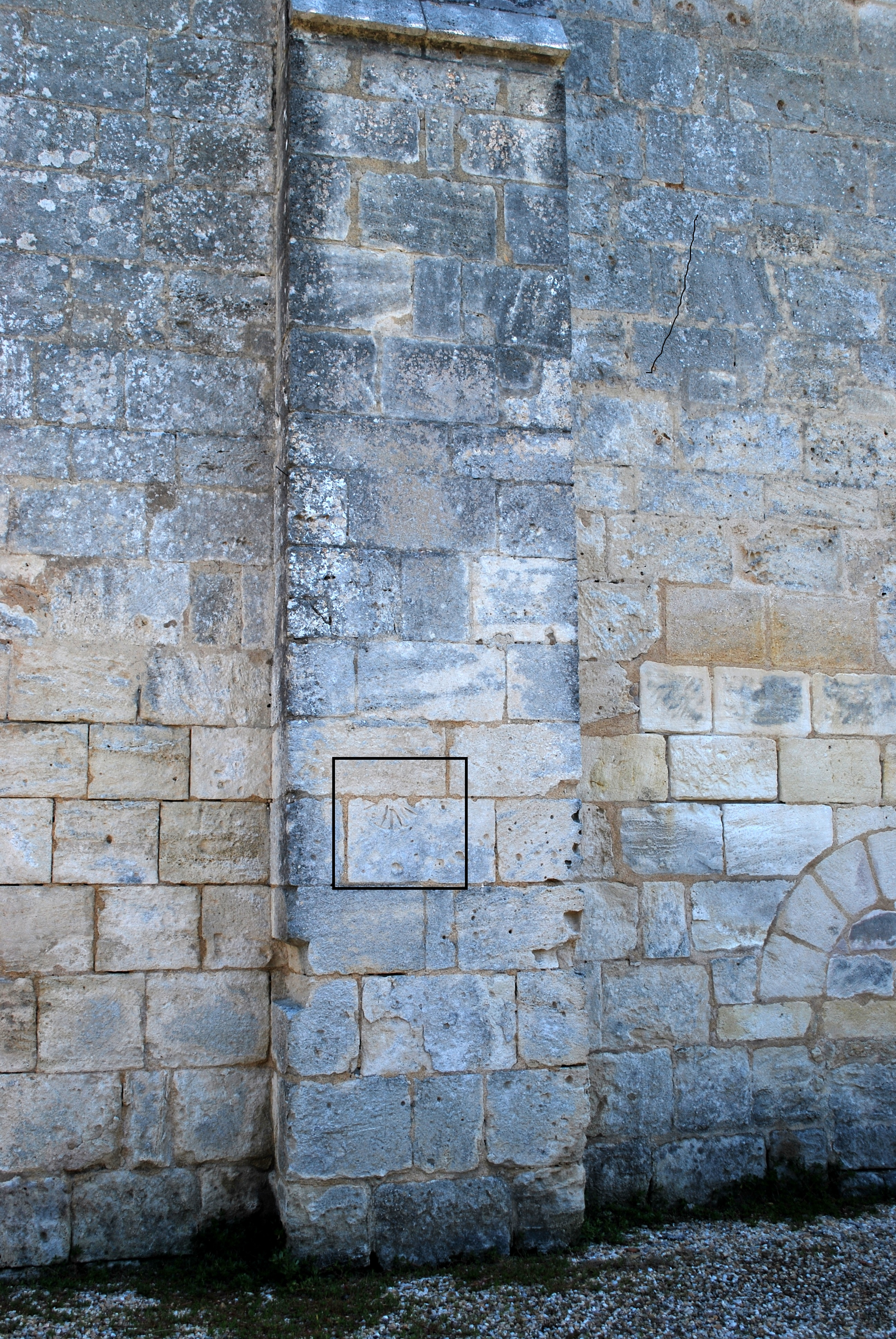
L'emplacement du cadran
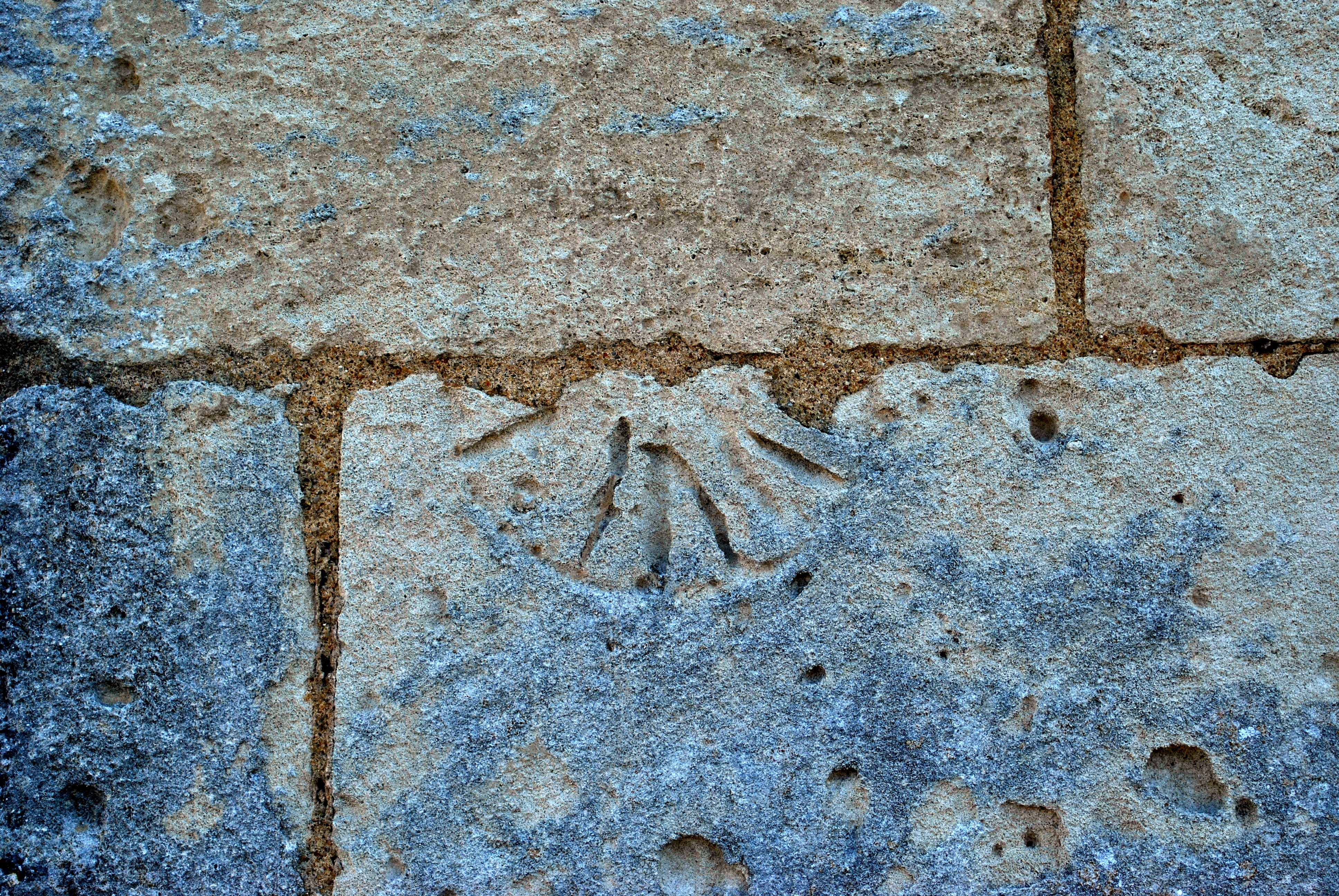
Le cadran canonial

L'édifice est classé au titre des monuments historiques en 1943.